# Rain (artist)
Jung Ji-hoon (hangul: 정지훈), mer känd under artistnamnet Rain (hangul: 비, RR: Bi), född 25 juni 1982, är en sydkoreansk sångare och skådespelare.

## Diskografi

### Album
| Albuminformation                                                        | Topplacering          | Topplacering   |           |
| Albuminformation                                                        | Sydkorea (Gaon Chart) | Japan (Oricon) |           |
| Koreanska                                                               | Koreanska             | Koreanska      | Koreanska |
| ----------------------------------------------------------------------- | --------------------- | -------------- | --------- |
| Bad Guy (Studioalbum) - Släppt: 13 maj 2002                             | 1                     | 14             |           |
| Rain 2 (Studioalbum) - Släppt: 16 oktober 2003                          | 1                     | 12             |           |
| It's Raining (Studioalbum) - Släppt: 10 oktober 2004                    | 1                     | 7              |           |
| Rain's World (Studioalbum) - Nyutgåva: Repackaged (22 december 2006)    | 1                     | 7              |           |
| Rainism (Studioalbum) - Nyutgåva: Recollection (3 mars 2009)            | 1                     | 4              |           |
| Back to the Basic (EP-skiva) - Släppt: 7 april 2010                     | 1                     | 25             |           |
| Rain Effect (Studioalbum) - Nyutgåva: Special Edition (7 februari 2014) | 1                     | 29             |           |
| Japanska                                                                |                       |                |           |
| Eternal Rain (Studioalbum) - Släppt: 16 september 2006                  | —                     | 14             |           |

### Singlar
| År        | Titel                       | Topplacering          | Topplacering   |
| År        | Titel                       | Sydkorea (Gaon Chart) | Japan (Oricon) |
| Koreanska | Koreanska                   | Koreanska             | Koreanska      |
| --------- | --------------------------- | --------------------- | -------------- |
| 2002      | "Bad Guy"                   | 1                     | —              |
| 2002      | "Hand Shake"                | 1                     | —              |
| 2002      | "Instead of Saying Goodbye" | 1                     | —              |
| 2003      | "Ways to Avoid the Sun"     | 1                     | —              |
| 2003      | "You Already Knew"          | 1                     | —              |
| 2004      | "It's Raining"              | 1                     | —              |
| 2004      | "I Do"                      | 1                     | —              |
| 2004      | "Nan"                       | 1                     | —              |
| 2006      | "Notes (from)..."           | 1                     | —              |
| 2006      | "Still Believe"             | 1                     | —              |
| 2006      | "Go Forward"                | 1                     | —              |
| 2006      | "I'm Coming" (med Tablo)    | 1                     | —              |
| 2006      | "In My Bed"                 | 1                     | —              |
| 2006      | "With U"                    | 1                     | —              |
| 2008      | "Love Story"                | 1                     | —              |
| 2008      | "Rainism"                   | 1                     | —              |
| 2009      | "September 12th"            | 1                     | —              |
| 2010      | "Love Song"                 | 1                     | —              |
| 2010      | "Hip Song"                  | 1                     | —              |
| 2011      | "Busan Woman"               | 4                     | —              |
| 2014      | "30 Sexy"                   | 12                    | —              |
| 2014      | "La Song"                   | 9                     | —              |
| 2014      | "I Love You"                | 32                    | —              |
| 2017      | "The Best Present"          | 5                     | —              |
| Japanska  |                             |                       |                |
| 2006      | "Sad Tango"                 | —                     | 14             |
| 2006      | "Free Way"                  | —                     | 15             |
| 2006      | "Move On"                   | —                     | 17             |
| 2006      | "I Do"                      | —                     | 9              |
| Kinesiska |                             |                       |                |
| 2006      | "Memory In My Hand"         | —                     | —              |
| 2008      | "Any Dream"                 | —                     | —              |
| 2008      | "I'm Ready"                 | —                     | —              |
| 2015      | "Diamond Lover" (med Ravi)  | —                     | —              |
| 2015      | "Pretend"                   | —                     | —              |

## Filmografi

### Film
| År   | Titel                       | Roll           |
| ---- | --------------------------- | -------------- |
| 2006 | I'm a Cyborg, But That's OK | Park Il-soon   |
| 2008 | Speed Racer                 | Taejo Togokahn |
| 2009 | Ninja Assassin              | Raizo          |
| 2012 | R2B: Return to Base         | Jung Tae-yoon  |
| 2014 | The Prince                  | Mark           |
| 2014 | For Love or Money           | Shui Changshun |

### TV-serier
| År   | Titel                        | Kanal | Roll                       |
| ---- | ---------------------------- | ----- | -------------------------- |
| 2002 | The King of Disco            | SBS   | sig själv                  |
| 2002 | Orange                       | SBS   | sig själv                  |
| 2003 | Run Ma Ma                    | KBS   | sig själv (gästroll)       |
| 2003 | Sang Doo! Let's Go to School | KBS   | Cha Sang-doo               |
| 2004 | Full House                   | KBS   | Lee Young-jae              |
| 2004 | Old Miss Diary               | KBS2  | cameoroll                  |
| 2005 | Banjun Drama                 | SBS   | sig själv (gästroll)       |
| 2005 | A Love to Kill               | KBS   | Kang Bok-gu                |
| 2010 | The Fugitive: Plan B         | KBS2  | Ji-woo                     |
| 2014 | My Lovely Girl               | SBS   | Hyun Wook                  |
| 2015 | Diamond Lover                | JZTV  | Xiao Liang                 |
| 2016 | Please Come Back, Mister     | SBS   | Lee Hae-joon/Kim Young-soo |